# ديفيد بورتيو
ديفيد بورتيو (بالإسبانية: David Portillo)‏ (24 نوفمبر 1984 في باراغواي - ) هو لاعب كرة قدم باراغواياني في مركز الدفاع. لعب مع ديبورتيس أنتوفاغاستا وDeportes Copiapó ‏.

## وصلات خارجية
- ديفيد بورتيو على موقع قاعدة بيانات كرة القدم.إي يو (الإنجليزية)
- ديفيد بورتيو على موقع Soccerway.com (الإنجليزية)
- ديفيد بورتيو على موقع AS.com (الإسبانية)